# Glæsisvellir
Glæsisvellir (planicies centellantes) era una ubicación del Jötunheim en la mitología escandinava. En el Glæsisvellir se podía encontrar una ubicación llamada Odinsaker (o Údáinsakr, «la inmortal Acre»), y todo aquel que iba allí regresaba saludable y joven, y así nadie nunca murió en Odinsaker.
En la saga Hervarar, es el reino de Gudmund y su hijo Höfund. Gudmund era un amigable gigante que fue popular en las sagas tardías.